# Matthew Rhys
Matthew Rhys Evans, valižanski gledališki, filmski in televizijski igralec, * 8. november 1974, Cardiff, Wales.
Matthew Rhys je najbolj prepoznaven po svoji vlogi Kevina Walkerja iz ABC-jeve ameriške družinsko-dramske televizijske serije Bratje in sestre ter kot Dylan Thomas v filmu Na robu ljubezni.